# Énergie en Indonésie
Le secteur de l'énergie en Indonésie est largement exportateur : en 2022, l'Indonésie a exporté 45 % de sa production d'énergie (surtout du charbon : 64 % de la production en 2023), mais la production nationale de pétrole ne couvre que 43 % de la consommation intérieure. La consommation reste faible : la consommation d'énergie primaire par habitant en Indonésie était en 2023 inférieure de 53 % à la moyenne mondiale, et la consommation d'électricité par habitant en 2022 inférieure de 63 % à la moyenne mondiale.
L'Indonésie s'efforce de réorienter sa production d'énergie vers la consommation intérieure, tout en freinant la progression de la consommation de pétrole par la réduction des subventions aux carburants.
La production d'énergie primaire en Indonésie est dominée par le charbon : 71,3 % en 2022, suivi par le gaz naturel : 10,1 %, le pétrole : 6,4 % (en déclin), la biomasse : 5,9 % et la géothermie : 5,9 %.
L'Indonésie se classe en 2022 au 9e rang mondial pour ses réserves de charbon avec 2,8 % des réserves mondiales, et en 2023 au 3e rang des producteurs de charbon avec 8,8 % de la production mondiale et au 1er rang des exportateurs de charbon avec 28,2 % des exportations mondiales.
Elle est également en 2023 au 13e rang mondial des producteurs de gaz naturel (1,6 % du total mondial) et au 8e rang mondial des exportateurs de gaz naturel liquéfié avec 2,9 % des exportations mondiales. Enfin, elle est au 3e rang mondial des producteurs d'agrocarburants avec 9,4 % de la production mondiale.
La part de l'électricité dans la consommation finale d'énergie est de 18,8 % en 2022. La production d'électricité est surtout tirée des combustibles fossiles : 81,8 % en 2022 (charbon : 66,0 %, gaz naturel : 13,2 %, pétrole : 2,2 %) ; l'hydroélectricité contribue pour 7,2 %, la géothermie pour 4,4 %, la biomasse (+déchets) pour 6,3 %, l'éolien pour 0,1 % et le solaire pour 0,1 %. L'Indonésie est en 2023 au 5e rang mondial des producteurs d'électricité à partir de charbon.
L'Indonésie se place au 2e rang mondial des producteurs d'électricité géothermique en 2022 avec 17,1 % du total mondial, derrière les États-Unis (19,7 %).
Les émissions de CO2 liées à l'énergie classent l'Indonésie au 6e rang mondial en 2023 (2,0 % des émissions mondiales). Ses émissions par habitant étaient en 2022 inférieures de 45 % à la moyenne mondiale et de 68 % à celle de la Chine, mais supérieures de 33 % à celles de l'Inde.

## Vue d'ensemble
| Principaux indicateurs de l'énergie en Indonésie       | Principaux indicateurs de l'énergie en Indonésie | Principaux indicateurs de l'énergie en Indonésie | Principaux indicateurs de l'énergie en Indonésie | Principaux indicateurs de l'énergie en Indonésie | Principaux indicateurs de l'énergie en Indonésie | Principaux indicateurs de l'énergie en Indonésie |
| ------------------------------------------------------ | ------------------------------------------------ | ------------------------------------------------ | ------------------------------------------------ | ------------------------------------------------ | ------------------------------------------------ | ------------------------------------------------ |
|                                                        | Population                                       | Consom. énergie primaire                         | Production                                       | Export. nette                                    | Consom. électricité                              | Émissions de GES*                                |
| Année                                                  | Millions                                         | PJ                                               | PJ                                               | PJ                                               | TWh                                              | Mt CO2éq                                         |
| 1990                                                   | 181,4                                            | 3 545                                            | 6 472                                            | 2 891                                            | 29,5                                             | 202                                              |
| 2000                                                   | 216,1                                            | 5 299                                            | 8 726                                            | 3 404                                            | 88,2                                             | 334                                              |
| 2010                                                   | 246,3                                            | 7 222                                            | 14 427                                           | 7 142                                            | 153,8                                            | 475                                              |
| 2011                                                   | 249,5                                            | 7 443                                            | 16 644                                           | 9 149                                            | 166,7                                            | 539                                              |
| 2012                                                   | 252,7                                            | 7 454                                            | 16 876                                           | 9 383                                            | 182,2                                            | 544                                              |
| 2013                                                   | 255,9                                            | 7 272                                            | 17 309                                           | 10 000                                           | 195,3                                            | 513                                              |
| 2014                                                   | 258,9                                            | 7 614                                            | 17 048                                           | 9 365                                            | 206,5                                            | 542                                              |
| 2015                                                   | 261,8                                            | 7 590                                            | 16 023                                           | 8 364                                            | 211,9                                            | 543                                              |
| 2016                                                   | 264,6                                            | 7 856                                            | 16 392                                           | 8 481                                            | 225,9                                            | 535                                              |
| 2017                                                   | 267,3                                            | 8 272                                            | 16 843                                           | 8 470                                            | 234,5                                            | 559                                              |
| 2018                                                   | 270,0                                            | 9 194                                            | 18 306                                           | 9 146                                            | 262,4                                            | 617                                              |
| 2019                                                   | 272,5                                            | 9 700                                            | 19 206                                           | 9 553                                            | 271,0                                            | 658                                              |
| 2020                                                   | 274,8                                            | 9 320                                            | 18 297                                           | 8 423                                            | 268,1                                            | 614                                              |
| 2021                                                   | 276,8                                            | 9 555                                            | 18 384                                           | 8 850                                            | 284,6                                            | 636                                              |
| 2022                                                   | 278,8                                            | 10 924                                           | 20 624                                           | 9 270                                            | 350,6                                            | 740                                              |
| variation 1990-2022                                    | +54 %                                            | +208 %                                           | +219 %                                           | +221 %                                           | +1089 %                                          | +266 %                                           |
| * émissions de gaz à effet de serre liées à l'énergie. |                                                  |                                                  |                                                  |                                                  |                                                  |                                                  |

La part du secteur de l'énergie dans le PIB de l'Indonésie était de 15,6 % en 2012 ; il est resté à ce niveau depuis 2005.
Le pétrole et le gaz naturel constituent 15 % des exportations de marchandises en 2014, part en déclin : 23 % en 2000 ; leur part dans les recettes de l'État sont tombées de 20 % avant 2008 à moins de 12 % en 2014, avant la chute des prix pétroliers qui va encore accentuer ce recul d'au moins un tiers en 2015.

## Production d'énergie primaire
| Source | 1990  | %    | 2000  | %    | 2010   | %    | 2020   | %    | 2022   | % 2022 | var. 2022/1990 |
| Charbon | 245   | 3,8  | 1 903 | 21,8 | 7 801  | 54,1 | 12 423 | 67,9 | 14 703 | 71,3 % | x60,1          |
| Pétrole | 3 123 | 48,2 | 2 998 | 34,4 | 2 028  | 14,1 | 1 518  | 8,3  | 1 322  | 6,4 %  | -58 %          |
| Gaz naturel                                                                                                | 1 764 | 27,3 | 2 561 | 29,3 | 3 132  | 21,7 | 2 143  | 11,7 | 2 078  | 10,1 % | +18 %          |
| Total fossiles                                                                                             | 5 132 | 79,3 | 7 462 | 85,5 | 12 961 | 89,8 | 16 084 | 87,9 | 18 103 | 87,8 % | +253 %         |
| Hydraulique                                                                                                | 21    | 0,3  | 36    | 0,4  | 63     | 0,4  | 88     | 0,5  | 98     | 0,5 %  | +378 %         |
| Géothermie, etc*                                                                                           | 81    | 1,3  | 351   | 4,0  | 674    | 4,7  | 1 123  | 6,1  | 1 209  | 5,9 %  | x14,9          |
| Biomasse-déchets                                                                                           | 1 239 | 19,1 | 877   | 10,1 | 730    | 10,2 | 1 002  | 5,5  | 1 213  | 5,9 %  | -2 %           |
| Total EnR                                                                                                  | 1 341 | 20,7 | 1 264 | 14,5 | 1 466  | 10,2 | 2 213  | 12,1 | 2 520  | 12,2 % | +88 %          |
| Total | 6 472 | 100  | 8 726 | 100  | 14 427 | 100  | 18 297 | 100  | 20 624 | 100 %  | +219 %         |
| Source des données : Agence internationale de l'énergie * Géothermie (pour environ 99 %), solaire, éolien. |       |      |       |      |        |      |        |      |        |        |                |

NB : depuis 2020, les statistiques indonésiennes ont été affectées par un important changement méthodologique : l'estimation de la production de biomasse a été révisée en forte baisse à plusieurs reprises ; cette révision s'est répercutée sur la consommation du secteur résidentiel.
En 2022, l'Indonésie a exporté 9 270 PJ (solde exportateur net), soit 45 % de sa production d'énergie. Les exportations de charbon ont atteint 10 601 PJ, celles de pétrole 88 PJ, celles de produits pétroliers 160 PJ, celles de gaz naturel 766 PJ et celles de biomasse 31 PJ ; ses importations ont atteint 2 108 PJ, dont 596 PJ de pétrole brut, 1 157 PJ de produits pétroliers, 352 PJ de charbon et 3 PJ d'électricité.

### Charbon

#### Réserves de charbon
Les réserves prouvées récupérables de charbon de l'Indonésie étaient estimées par l'Agence fédérale allemande pour les sciences de la terre et les matières premières (BGR) à 21,73 Gt (milliards de tonnes) fin 2022, soit 2,8 % des réserves mondiales, au 9e rang mondial derrière les États-Unis (28 %), la Chine (18,8 %), l'Inde (15,7 %), l'Australie (9,7 %) et la Russie (9,2 %), et celles de lignite) à 13,32 Gt, au 5e rang mondial. Au total, ces réserves atteignent 691 EJ, soit 3,0 % des réserves mondiales, au 8e rang derrière les États-Unis (25,0 %), la Chine (16,3 %), l'Inde (13,5 %), la Russie (12,2 %), l'Australie (11,8 %), l'Ukraine et la Pologne. Elles représentent 44 ans de production au rythme de 2023 : 15,73 Mt. Elles ont été réévaluées en hausse de 133 % depuis 2010 pour le charbon et de 70 % pour le lignite. BGR estime les ressources supplémentaires identifiées, mais dont l'exploitation n'est pas techniquement ou économiquement justifiée, à 41,75 Gt de charbon et 22,39 Gt de lignite.

#### Production de charbon
En 2023, la production de charbon de l'Indonésie atteignait selon l'Energy Institute 15,73 EJ (exajoules), au 3e rang mondial avec 8,8 % du total mondial, derrière la Chine (51,9 %) et l'Inde (9,3 %), devant les États-Unis (6,6 %) et l'Australie (6,5 %) ; elle a progressé de 12,8 % en 2023 et de 51 % depuis 2013.
De 1990 à 2022, la production de charbon de l'Indonésie a été multipliée par 60. La production a atteint 14 703 PJ en 2022, dont 171 PJ de charbon à coke, 2 000 PJ de charbons bitumineux et 12 532 PJ de charbons sub-bitumineux ; 10 600 PJ ont été exportées, soit 72 % de la production et 352 PJ ont été exportées.
La production a quadruplé entre 2002 et 2012 ; l'augmentation de 9 % constatée en 2012, la plus faible depuis 2008, résulte de bas prix internationaux. Les deux tiers de la production proviennent de Kalimantan oriental.
Parmi les principaux producteurs de charbon, PT Adaro a produit plus de 45 Mt en 2012 ; PT Kaltim Prima Coal (KPC), filiale de PT Bumi Resources, grande compagnie minière indonésienne, possède l'une des plus grandes mines à ciel ouvert au monde ; PT Kideco Jaya, PT Arutmin (autre filiale de Bumi) et PT Berau figurent également parmi les leaders ; les six principaux producteurs représentaient 75 % de la production en 2011.
Bumi Resources est la plus grande compagnie houillère en Indonésie et le principal exportateur de charbon, structurée en holding ; elle exploite des mines de charbon sur les îles de Sumatra et Kalimantan. Son actionnaire majoritaire est le groupe familial Bakrie.
La mine de Kaltim Prima est une mine à ciel ouvert de charbon, située sur l'île de Bornéo dans la province de Kalimantan oriental en Indonésie. Sa production a débuté en 1992. Si sa production était de 7,3 millions de tonnes de minerai la première année, en 2010, elle atteignait 40 millions de tonnes.

#### Consommation de charbon
La consommation de charbon en Indonésie s'est établie en 2022 à 4,32 EJ, en baisse de 1,4 % en 2023, mais en progression de 172 % depuis 2013 ; elle se classe au 5e rang mondial avec 2,6 % du total mondial, derrière la Chine (56,1 %), l'Inde (13,4 %), les États-Unis (5,0 %) et le Japon (2,8 %). Elle représente 27 % de la production de charbon du pays.
Sur les 3 974 PJ (27 % de la production) consommées en Indonésie, 2 707 PJ (68,6 %) ont été utilisées pour produire de l'électricité, et les 1 209 PJ restantes (30,4 %) ont été consommées par l'industrie.
Depuis 2010, les grands producteurs de charbon ont l'obligation de vendre au moins 24 % de leur production sur le marché local ; le principal bénéficiaire de cette politique est le secteur de la production d'électricité : l'entreprise publique électrique PLN achète 70 % de ce charbon réservé au marché local.

#### Exportations de charbon
En 2023, l'Indonésie a exporté 10,00 EJ (exajoules) de charbon, au 1er rang mondial avec 28,2 % des exportations mondiales, devant l'Australie (25,4 %) et la Russie (15,2 %). Les exportations indonésiennes ont progressé de 8,8 % en 2023 et de 17,5 % depuis 2013. Elles vont pour 99 % à l'Asie, en particulier à la Chine (34 %), à l'Inde (23 %), à la Corée du sud (6,8 %) et au Japon (6,5 %). Les exportations représentent 63,6 % de la production du pays.
Les exportations de charbon de l'Indonésie étaient en 2012 destinées à l'Inde (27 %), la Chine (24 %), la Corée du Sud (11 %), le Japon (10 %), Taïwan (8 %), la Malaisie (5 %) ; l'Europe n'en a reçu que 3 %.
En 2009, le parlement a adopté une loi minière pour stimuler le développement de l'industrie minière et l'investissement étranger dans ce secteur en établissant des normes plus transparentes et standardisées pour les appels d'offres et les licences. En 2012, l'obligation a été imposée aux investisseurs étrangers de céder la majorité du capital de leurs mines à des investisseurs locaux lors de la 10e année de production, et le taux de royalties minières pour ces mines a été relevé à 10 % minimum, plus du double du taux plafond antérieur.
Les exportations de charbon de l'Indonésie étaient évaluées en 2011 à 27 milliards de dollars, soit 13,4 % des exportations de biens et la large majorité des exportations minières.

### Pétrole

Régions pétrolières de l'Asie du Sud-Est.

L'Indonésie importe désormais du pétrole.

- (en) Cet article est partiellement ou en totalité issu de l’article de Wikipédia en anglais intitulé « Pertamina » (voir la liste des auteurs).

#### Réserves de pétrole
Les réserves prouvées de pétrole de l'Indonésie étaient estimées par BGR à 309 Mt (millions de tonnes) fin 2022, soit seulement 0,12 % du total mondial. Elles représentaient 9,9 années de production au rythme de 2023 : 31,2 Mt. Elles ont baissé de 38 % depuis 2010. Les ressources supplémentaires, non encore prouvées, sont estimées à 3 572 Mt, dont 2 400 Mt de pétrole conventionnel, 1 075 Mt de pétrole de schiste et 97 Mt de sables bitumineux.

#### Production de pétrole
En 2022, l'Indonésie a produit 31,2 Mt (millions de tonnes) de pétrole, en recul de 1 % en 2023 et de 26 % depuis 2012. Cette production représente seulement 0,7 % du total mondial.
La production de pétrole brut de l'Indonésie décline peu à peu : de 3 123 PJ en 1990 à 1 322 PJ en 2022, soit une baisse de 58 % en 32 ans.
L'Indonésie se classait en 2013 au 24e rang mondial parmi les producteurs de pétrole ; elle a adhéré à l'OPEP en 1962 et en est sortie en 2009, étant devenue importateur net.
Les deux plus anciens champs pétroliers du pays, Duri et Minas, sont situés sur la côte orientale de Sumatra. Duri produit depuis 1952 ; sa production est d'environ 140 000 barils par jour ; Minas produit depuis 1955 ; sa production est d'environ 190 000 barils par jour ; ces productions sont en déclin, malgré l'utilisation des techniques de récupération assistée par l'exploitant : Chevron. Une coentreprise Pertamina-PetroChina produit environ 43 000 barils par jour dans le bassin de Java oriental.
La découverte en 2001 du bloc de Cepu à Java oriental pourrait compenser en partie le déclin de la production nationale ; ses réserves récupérables sont estimées à 600 millions de barils répartis en trois champs : Banyu Urip, Jambaran et Cendana ; l'exploitation est attribuée à une coentreprise dirigée par ExxonMobil (45 %) et Pertamina (45 %) ; la production a démarré sur le champ de Banyu Urip qui atteignait 26 000 barils par jour en mars 2013 ; les trois champs de Cepu devraient atteindre 190 000 barils par jour en 2015. L'exploration offshore est active dans le bassin de Kutei au large de Kalimantan, en Papouasie occidentale et dans le bassin de Bonaparte près de l'Australie.

#### Consommation de pétrole
En 2022, selon l'Energy Institute, l'Indonésie a consommé 1,60 Mb/j (million de barils par jour), soit 3,10 EJ (exajoules) de pétrole, en progression de 0,2 % en 2023, mais en recul de 0,3 % depuis 2013. Elle se classe au 13e rang mondial avec 1,6 % de la consommation mondiale. Sa production ne couvre que 40 % de sa consommation.
L'utilisation de produits pétroliers pour la production d'électricité était de 127 PJ en 2022. La consommation finale de produits pétroliers (2 847 PJ en 2022) se répartissait pour l'essentiel entre les transports (72,3 %), le secteur résidentiel (14,2 %) et l'industrie (10,5 %).

#### Importations de pétrole
La production de pétrole de l'Indonésie ne suffit plus à couvrir les besoins du pays : les importations de pétrole brut (596 PJ en 2022) dépassent largement les exportations (88 PJ) ; de plus, les importations nettes de produits pétroliers atteignent 997 PJ ; au total, la production nationale ne couvre que 43 % de la consommation intérieure.
L'Indonésie a importé 506 000 barils par jour en 2013 selon Lloyd's List, dont environ le quart en provenance d'Arabie saoudite, 15 % du Nigeria, 15 % d'Azerbaïdjan, 5 % des Émirats arabes unis, 4 % du Qatar, 4 % de Malaisie et 4 % de l'Angola ; elle a exporté 455 000 barils par jour dont 28 % vers le Japon, 17 % vers la Thaïlande, 14 % vers l'Australie, 8 % vers la Corée du Sud, 7 % vers la Chine, 5 % vers les États-Unis et 4 % vers la Malaisie.

#### Organisation du secteur
Pertamina, la société pétrolière et gazière d'État, est en 2012 le second producteur de pétrole brut en Indonésie (196 000 barils par jour, soit 17 % de la production nationale), derrière l'américaine Chevron Pacific Indonesia, dont la part dans la production nationale est de 40 %, et le troisième producteur de gaz naturel (1 049 millions de m³ par jour, soit 13 % de la production nationale), après le français Total E&P Indonésie (21 %) et le britannique BP (15 %).
En 2013, Pertamina possède six raffineries de taille modeste, dont la capacité totale est de 997 000 barils par jour, dont 348 000 barils par jour pour la plus importante, Cilacap (Java occidental). Aucune nouvelle raffinerie n'a été construite depuis 1994, et les six raffineries existantes ne couvrent que 50 à 60 % de la demande. Pertamina a deux projets de raffineries de 300 000 barils par jour chacune, l'une avec Kuwait Petroleum à Balongan, Java occidental et l'autre avec Saudi Aramco à Tuban, Java oriental ; mais ces projets sont différés car les partenaires réclament des subventions de l'État, estimant insuffisant le taux de rentabilité de 10 % des projets ; l'État projette par ailleurs la construction par Pertamina seul d'une raffinerie de 300 000 barils par jour à Sumatra du Sud avec des fonds alloués par le budget 2013.
Une étude du think-tank Wood Mackenzie publiée en septembre 2013 prédit que l'Indonésie va devenir le premier importateur mondial d'essence, son déficit passant de 340 000 barils par jour en 2012 à 420 000 barils par jour en 2018 tandis que le déficit combiné des États-Unis et du Mexique chuterait de 560 000 barils par jour à 60 000 barils par jour. En 2013, malgré la décision du gouvernement d'augmenter de 44 % les prix subventionnés des carburants, la consommation est encore prévue en hausse de 6 %. Le projet de raffinerie avec Kuwait Petroleum a été abandonné, les exigences du partenaire ayant été jugées excessives ; les deux autres projets prévoient leur mise en service pour 2018.
Pertamina a annoncé en octobre 2014 un projet d'extension de plusieurs raffineries existantes accroissant leur capacité d'un total de 500 000 barils par jour.

### Gaz naturel

#### Réserves de gaz naturel
Les réserves prouvées de gaz naturel de l'Indonésie étaient estimées par BGR à 1 029 Gm3 (milliards de m3) fin 2022, soit 0,5 % du total mondial. Elles représentent 16 années de production au rythme de 2023 : 64,3 Gm3. Elles ont baissé de 66 % depuis 2010. Les ressources supplémentaires, non encore prouvées, sont estimées à 9 980 Gm3, dont 5 500 Gm3 de réserves conventionnelles, 1 300 Gm3 de gaz de schiste et 3 180 Gm3 de gaz de couche.

#### Production de gaz naturel
En 2023, l'Indonésie a produit 64,3 Gm3 (milliards de m3) de gaz naturel, soit 2,31 EJ (exajoules), en hausse de 2,3 % en 2023, mais en baisse de 17 % depuis 2013. Elle se classe au 13e rang mondial avec 1,6 % de la production mondiale.
La production de gaz naturel de l'Indonésie a progressé de 1 764 PJ en 1990 à 3 132 PJ en 2010, puis a reculé à 2 078 PJ en 2022, dont 689 PJ ont été exportés (33,2 %) ; sur les 1 386 PJ de consommation intérieure, 475 PJ (34 %) ont alimenté les centrales électriques et 203 PJ (15 %) ont été consommés par l'industrie énergétique. Les 612 PJ de consommation finale se sont répartis surtout entre l'industrie : 423 PJ (69 %) et les usages non-énergétiques (chimie) : 182 PJ (30 %).
Malgré une baisse de 5 % en 2011 et 2012 par rapport à 2010, après une progression moyenne de 4 % par an de 2002 à 2010, la production de gaz naturel de l'Indonésie se classait au 10e rang mondial en 2012. Cette production provient surtout de champs situés en mer et non associés au pétrole ; les plus importants sont situés dans la région d'Aceh au sud de Sumatra ainsi qu'à l'est de Kalimantan ; le bloc de Mahakam, au large de Kalimantan oriental, exploité par Total depuis 1970, produit un cinquième du gaz naturel indonésien ; le contrat arrivant à son terme en 2017, Total a suspendu ses investissements dans l'attente d'une décision sur sa prolongation. Chevron développe plusieurs champs en eau profonde au large de Kalimantan oriental, avec une prévision de production de 11 milliards de m3 au total. Dans la période récente, l'attention s'est déplacée vers des régions moins explorées : Pertamina, PetroChina et ConocoPhillips sont les principaux producteurs dans le bassin de Natuna en mer de Chine méridionale, où elles produisaient environ 6 milliards de m3 en 2011. Au début de 2014, elles n'avaient pas encore réussi à finaliser l'accord de partage de production pour le bloc Natuna D Alpha dans la partie est du bassin ; ce bloc présente des difficultés d'exploitation dues à sa forte concentration en dioxyde de carbone, mais ses réserves prouvées s'élèvent à 1 300 milliards de m3. Depuis plusieurs années, l'Indonésie est confrontée à des différends militaires avec la Chie qui revendique des eaux au large de l'île de Natuna, partie de la ligne en neuf traits qui délimite selon elle sa souveraineté, et qui empiète sur la zone économique exclusive de l'Indonésie ; ce conflit territorial risque de différer l'exploitation des gisements de la zone. Ce gisement géant de Natuna Est est développé par Pertamina (35 %) en partenariat avec Exxon Mobil (35 %), Total (15 %) et Petronas (15 % ; remplacé fin 2012 par la compagnie pétrolière nationale de Thaïlande : PTTEP) ; ses réserves sont estimées à 6300 milliards de m3, dont 1600 milliards de m3 récupérables, ainsi que 500 millions de barils de pétrole. Il devrait commencer à produire en 2024, avec un rythme de croisière prévu à 110 millions de m3 par jour sur 20 ans.
La baie de Bintuni en Papouasie occidentale, ainsi que la région de Sulawesi central émergent comme des zones offshore importantes : le consortium qui exploite le gisement de Tangguh, dans la Baie de Bintuni en Papouasie occidentale, est dirigé par British Petroleum qui évalue à 500 milliards de m3 les réserves prouvées ; les réserves potentielles pourraient atteindre 800 milliards de m3 ; il a commencé à produire en 2009.
Enfin, la mer d'Arafura au sud-est de l'Indonésie reste largement inexplorée et contient le champ d'Abadi estimé entre 300 et 400 milliards de m3.
Le torchage du gaz est souvent pratiqué faute d'infrastructure pour utiliser le gaz associé au pétrole ; l'Indonésie se classe au 10e rang mondial pour le torchage de gaz selon Global Gas Flaring Reduction (GGFR) Initiative ; cependant, le volume du torchage a été réduit de 5 milliards de m3 à son apogée en 1997 à 2,3 milliards de m3 en 2011 selon les données satellite de la National Oceanic and Atmospheric Administration (NOAA) et le gouvernement s'est engagé publiquement à réduire ses émissions par diverses techniques.
Le gouvernement encourage l'exploration du gaz de couche et du gaz de schiste ; le Ministère de l'énergie et des ressources minérales estime les réserves de gaz de couche à 13 000 milliards de m3 sur la base d'études préliminaires. Des blocs d'exploration ont été attribués à partir de 2007 dans les bassins de Sumatra du Sud et Sumatra central et ceux de Kutei et Barito à Kalimantan oriental ; dans cette dernière région, Dart Energy (Singapour) et l'indonésien PT Energi Pasir Hita espèrent pouvoir alimenter des centrales électriques et le terminal de GNL de Bontang ; le gouvernement prévoit une production de 5 milliards de m3 en 2020. En 2012, le gouvernement a lancé quatre projets d'études sur le gaz de schiste et espère que la production pourra débuter en 2018 ; à la fin 2013, seuls deux contrats de partage de production ont été attribués à Pertamina pour le bloc de Sumbagut à Sumatra du Nord, dont les réserves potentielles sont estimées à 540 milliards de m3. L'EIA évalue à 1 300 milliards de m3 les réserves récupérables totales de gaz de schiste du pays, mais leur intérêt économique est incertain du fait que le coût des forages est quatre fois plus élevé qu'en Amérique du Nord du fait de l'éloignement des gisements par rapport aux centres de consommation et au manque d'infrastructures.

#### Consommation de gaz naturel
En 2023, l'Indonésie a consommé 45,4 Gm3 de gaz naturel, soit 1,64 EJ (exajoules), en hausse de 3,2 % en 2023 et de 7 % depuis 2013. Cela représente seulement 1,1 % de la consommation mondiale. Sa consommation représente 71 % de sa production.

#### Exportations de gaz naturel
En 2023, les exportations de gaz naturel indonésien ont atteint 4,5 Gm3 par gazoduc vers Singapour (4,1 Gm3) et la Malaisie (0,4 Gm3), plus 16,1 Gm3 par voie maritime, sous forme de GNL destiné surtout à la Chine : 5,5 Gm3, à la Corée du Sud : 4,0 Gm3 et au Japon : 4,1 Gm3. Les exportations indonésiennes de GNL représentent 2,9 % des exportations mondiales de GNL, au 8e rang mondial ; elles ont augmenté de 3,3 % en 2023, mais reculé de 30 % depuis 2013.
Un quart des exportations de gaz naturel de l'Indonésie sont acheminés vers Singapour et la Malaisie par deux gazoducs partant l'un des champs en mer de l'archipel de Natuna et l'autre de l'usine de traitement de gaz de Grissik à Sumatra du Sud. En 2012, les exportations via ces gazoducs ont atteint 10 milliards de m3, mais Singapour pourrait renoncer à reconduire ce contrat à son échéance en 2020.
La majeure part des exportations de gaz indonésien se fait sous forme de gaz naturel liquéfié (GNL) ; dans les années 1990, la part de l'Indonésie dans les exportations mondiales de GNL a culminé à plus du tiers ; cette part est redescendue à 7 % en 2013, avec 23 milliards de m3 (24,6 milliards de m3 en 2012), au 4e rang mondial. Les exportations vers le Japon ont décliné de 50 % de 2010 à 2013, ce qui a permis une diversification des marchés. En 2013, le Japon représentait encore 37 % des exportations indonésiennes de GNL, la Corée du Sud 35 %, la Chine 16 % et Taïwan 11 %.

#### Organisation du secteur
Pertamina contrôle 13 % de la production de gaz naturel en 2012 via sa filiale Pertamina Gas ; Total et ConocoPhillips produisaient environ 50 % en 2010 ; des compagnies pétrolières chinoises commencent à intervenir.
Perusahaan Gas Negara est la principale compagnie de transport et distribution de gaz naturel en Indonésie ; c'est l'une des principales capitalisations de la bourse indonésienne, mais l'État contrôle 57 % de son capital ; son réseau de distribution totalise 3 865 km de conduites et son réseau de transport 2 047 km ; elle dessert 91 590 clients en 2013, dont 96,7 % sont des ménages et 3,3 % des clients commerciaux et industriels, mais en volume les clients industriels consomment 96,7 % des ventes de PGN.
PGN a inauguré en 2008 le gazoduc Sumatra du Sud-Java occidental qui alimente la région la plus densément peuplée à partir des gisements du sud de Sumatra.
En 2013, le transport de GNL d'une région à l'autre du pays atteignait 2 milliards de m3, quasiment doublé par rapport à 2012 ; le pays envisage même d'importer du GNL d'ici 2018. Les exportations ont baissé de 40 % depuis 1999, la demande intérieure absorbant une part croissante de la production.
Les usines de liquéfaction de gaz sont situées au nord de Sumatra à Arun, à Bontang à l'est de Kalimantan et à Tangguh en Papouasie occidentale ; leur capacité totale est d'environ 42 milliards de m3 par an, dont 31 milliards de m3 pour le terminal de Bontang ; celui d'Arun devrait prochainement cesser d'exporter et serait converti en terminal de regazéification ; celui de Tangguh, le plus récent, a commencé à fonctionner en 2009 et a une capacité de 18 milliards de m3. Deux autres installations de liquéfaction sont en cours de construction à Sulawesi : Donggi-Senoro et Sengkang, de 2,8 milliards de m3/an chacun, et devraient être mis en service en 2015 et 2017 ; un terminal flottant de 3,4 milliards de m3/an est prévu pour 2019 par la compagnie japonaise Inpex pour le champ d'Abadi dans la mer d'Arafura.
Le premier terminal de regazéification indonésien est une unité flottante de 14 millions de m3/jour, installée à Nusantara (Java occidental) par une coentreprise Pertamina - PGN pour recevoir du GNL provenant de Bontang et Tangguh. En décembre 2013, l'Indonésie a signé son premier contrat d'importation de gaz avec l'américain Cheniere Energy pour recevoir 1 milliard de m3/an de GNL pendant 20 ans à partir de 2018 à partir du terminal GNL prévu à Corpus Christi (Texas) dans le Golfe du Mexique. Le gouvernement a autorisé Pertamina à convertir l'usine de liquéfaction d'Arun en terminal de regazéification avec une capacité de 4 milliards de m3/an fin 2014 ; un gazoduc de plus de 200 miles reliera Arun à Belawan pour alimenter la production d'électricité et d'engrais. Un second terminal flottant de regazéification est prévu à Lampung au sud de Sumatra pour mi-2014. Pertamina et PLN ont annoncé des projets de développement de huit mini-terminaux GNL pour alimenter les centrales électriques des régions orientales du pays en 2015, avec une capacité totale de 1,9 milliard de m3/an.

### Agrocarburants
Afin de réduire les importations de produits pétroliers, le gouvernement cherche à promouvoir la production d'agrocarburants ; il a rendu obligatoire le mélange d'au moins 3 % d'éthanol pour les véhicules publics et 7 % pour les véhicules privés. Mais la production de bioéthanol a été abandonnée en 2010 à cause des coûts élevés des matières premières et de la production ; la demande d'éthanol atteignait 46 000 barils par jour en 2012. L'Indonésie est le principal producteur de biodiesel en Asie, avec une production estimée à 37 000 barils par jour en 2012, dont plus de 30 % mélangés aux carburants en Indonésie et le reste exporté ; la consommation intérieure de biodiesel atteignait 12 000 barils par jour en 2012 ; sa progression est freinée par le coût élevé du transport entre les îles, mais elle devrait s'accélérer car le gouvernement a fixé à 10 % le taux de biodiesel requis dans l'industrie et les transports et à 20 % dans la production d'électricité.
En 2023, l'Indonésie a produit 194 kblep/j (milliers de barils d'équivalent-pétrole par jour) d'agrocarburants, en progression de 11,1 % en 2023 et de 373 % depuis 2013. Elle se classe au 3e rang mondial avec 9,4 % de la production mondiale, derrière les États-Unis (38,8 %) et le Brésil (21,9 %).

## Consommation d'énergie primaire
L'Energy Institute estime la consommation d'énergie primaire de l'Indonésie à 10,11 EJ en 2023, soit 1,6 % de la consommation mondiale et sa consommation d'énergie primaire par habitant à 36,4 GJ en 2023, en baisse de 0,2 % en 2023, mais en progression de 42 % depuis 2013, inférieure de 53 % à la moyenne mondiale (77 GJ), de 73 % à celle de la France (133,8 GJ) et de 70 % à celle de la Chine (119,8 GJ), mais supérieure de 33 % à celle de l'Inde (27,3 GJ).
Selon l'Agence internationale de l'énergie, dont les conventions sont différentes, elle était de 39,6 GJ en 2022, inférieure de 49 % à la moyenne mondiale : 78,3 GJ, de 65 % à celle de la Chine : 112,4 GJ, de 69 % à celle de la France : 129,1 GJ et de 85 % à celle des États-Unis : 272,7 GJ.
| Source                                                  | 1990  | %    | 2000  | %    | 2010  | %    | 2020  | %    | 2022   | % 2022 | var. 2022/1990 |
| Charbon                                                 | 149   | 4,2  | 503   | 9,5  | 1 333 | 18,5 | 2 861 | 30,7 | 3 974  | 36,4 % | x26,7          |
| Pétrole                                                 | 1 396 | 39,4 | 2 423 | 45,7 | 2 822 | 39,1 | 2 830 | 30,4 | 3 072  | 28,1 % | +120 %         |
| Gaz naturel                                             | 662   | 18,7 | 1 112 | 21,0 | 1 625 | 22,5 | 1 428 | 15,3 | 1 386  | 12,7 % | +109 %         |
| Ss-total fossiles                                       | 2 207 | 62,2 | 4 038 | 76,2 | 5 780 | 80,0 | 7 119 | 76,4 | 8 432  | 77,2 % | +282 %         |
| Hydraulique                                             | 21    | 0,6  | 36    | 0,7  | 63    | 0,9  | 88    | 0,9  | 98     | 0,9 %  | +378 %         |
| Géothermie, éolien, solaire                             | 81    | 2,3  | 351   | 6,6  | 674   | 9,3  | 1 123 | 12,0 | 1 209  | 11,1 % | x14,9          |
| Biomasse-déchets                                        | 1 237 | 39,4 | 875   | 16,5 | 705   | 9,8  | 985   | 10,6 | 1 182  | 10,8 % | -4 %           |
| Total EnR                                               | 1 338 | 37,8 | 1 262 | 23,8 | 1 441 | 20,0 | 2 195 | 23,6 | 2 490  | 22,8 % | +86 %          |
| Importn électricité                                     |       |      |       |      |       |      | 5,6   | 0,06 | 2,9    | 0,03 % | ns             |
| Total                                                   | 3 545 | 100  | 5 299 | 100  | 7 222 | 100  | 9 320 | 100  | 10 924 | 100 %  | +208 %         |
| Source des données : Agence internationale de l'énergie |       |      |       |      |       |      |       |      |        |        |                |

## Consommation finale d'énergie
La consommation finale d'énergie en Indonésie (après raffinage, transformation en électricité, transport, etc) a évolué comme suit :
| Source                                                  | 1990  | %    | 2000  | %    | 2010  | %    | 2020  | %    | 2022  | % 2022 | var. 2022/1990 |
| Charbon                                                 | 62    | 2,6  | 191   | 5,0  | 719   | 14,7 | 848   | 14,3 | 1 209 | 17,8 % | x19,5          |
| Prod. pétroliers                                        | 1 141 | 47,8 | 2 008 | 52,7 | 2 301 | 47,0 | 2 655 | 44,8 | 2 914 | 42,8 % | +155 %         |
| Gaz naturel                                             | 252   | 10,6 | 484   | 12,7 | 664   | 13,6 | 703   | 11,9 | 612   | 9,0 %  | +143 %         |
| Biomasse-déchets                                        | 832   | 34,8 | 844   | 22,1 | 677   | 13,8 | 733   | 12,4 | 783   | 11,5 % | -6 %           |
| Éolien, solaire, etc                                    |       |      |       |      |       |      |       |      | 6     | 0,1 %  | ns             |
| Électricité                                             | 102   | 4,3  | 285   | 7,5  | 530   | 10,8 | 992   | 16,7 | 1 278 | 18,8 % | x12,5          |
| Total                                                   | 2 388 | 100  | 3 811 | 100  | 4 892 | 100  | 5 931 | 100  | 6 802 | 100 %  | +185 %         |
| Source des données : Agence internationale de l'énergie |       |      |       |      |       |      |       |      |       |        |                |

La répartition par secteur de la consommation finale d'énergie a évolué comme suit :
| Filière                                                  | 1990  | %    | 2000  | %    | 2010  | %    | 2020  | %    | 2022  | % 2022 | var. 2022/1990 |
| Industrie                                                | 730   | 30,6 | 1 257 | 33,0 | 2 055 | 42,0 | 2 334 | 39,4 | 2 863 | 42,1 % | +292 %         |
| Transport                                                | 448   | 18,8 | 873   | 22,9 | 1 262 | 25,8 | 2 014 | 34,0 | 2 363 | 34,7 % | +427 %         |
| Résidentiel                                              | 816   | 34,2 | 990   | 26,0 | 861   | 17,6 | 946   | 15,9 | 943   | 13,9 % | +15 %          |
| Tertiaire                                                | 33    | 1,4  | 121   | 3,2  | 179   | 3,6  | 253   | 4,3  | 290   | 4,3 %  | +770 %         |
| Agriculture                                              | 42    | 1,7  | 121   | 3,2  | 89    | 1,8  | 39    | 0,7  | 41    | 0,6 %  | -1 %           |
| Non spécifié                                             | 10    | 0,4  | 40    | 1,0  | 22    | 0,5  | 17    | 0,3  | 27    | 0,4 %  | +166 %         |
| Usages non énergétiques (chimie)                         | 308   | 12,9 | 411   | 10,8 | 425   | 8,7  | 329   | 5,5  | 274   | 4,0 %  | -11 %          |
| Total                                                    | 2 388 | 100  | 3 811 | 100  | 4 892 | 100  | 5 931 | 100  | 6 802 | 100 %  | +185 %         |
| Source des données : Agence internationale de l'énergie. |       |      |       |      |       |      |       |      |       |        |                |

## Secteur de l'électricité
Le secteur est dominé par la compagnie d'État Perusahaan Listrik Negara (PLN), qui détient le monopole de la distribution d'électricité et possède des centrales électriques d'une puissance totale de 46 104 MW fin 2013 ; c'est la seconde entreprise d'État indonésienne par ses actifs. PLN a reçu du gouvernement la mission de d'ajouter 55 500 MW additionnels au parc de production d'ici 2019 et de porter le taux d'électrification à 90 % des ménages d'ici 2020 contre 80,38 % à la fin de 2013.
PLN possède 85 % de la puissance installée des centrales indonésiennes en 2012 à travers ses filiales. La loi sur l'électricité de 2009 a mis fin à son monopole de distribution, mais la réglementation nécessaire pour l'application de cette loi manque encore. Les tarifs de l'électricité sont réglementés et maintenus de façon récurrente au-dessous de prix de revient, mettant PLN en déficit ; le gouvernement a mis en place des hausses de tarifs trimestrielles afin de réduire les subventions à PLN qui dépassaient 9 milliards de dollars en 2013. Par ailleurs, des tarifs réglementés d'achat d'électricité existent pour la géothermie, le solaire et les centrales d'incinération des déchets. Le gouvernement promeut la production indépendante d'électricité en exigeant que PLN offre des contrats d'achat à prix garantis aux producteurs indépendants, dont il attend qu'ils construisent la moitié des centrales prévues dans son programme énergétique.

### Production d'électricité
Selon les estimations de l'Energy Institute, l'Indonésie a produit 350,6 TWh en 2023 (+5,1 %) ; cette production a progressé de 62 % en dix ans (2013-2023) ; elle représente 1,2 % de la production mondiale. Elle provient pour 81,1 % des combustibles fossiles (charbon 61,8 %, gaz naturel 17,4 %, pétrole 1,9 %), pour 19,6 % des énergies renouvelables (hydraulique 7,0 %, autres EnR 11,6 %) et pour 0,3 % d'autres sources. La part de l'éolien est de 0,14 %, celle du solaire de 0,2 % et celle de la géothermie et de la biomasse-déchets de 11,2 %.
En 2022, selon l'Agence internationale de l'énergie, l'Indonésie a produit 376,8 TWh, en progression de 22 % en 2022, production multipliée par 11,5 depuis 1990. Cette production se répartissait en 81,8 % de combustibles fossiles (charbon : 66,0 %, gaz naturel : 13,6 %, pétrole : 2,2 %) et 18,2 % d'énergies renouvelables (hydroélectricité 7,2 %, géothermie 4,4 %, biomasse-déchets 6,3 %, éolien 0,1 %, solaire 0,1 %). L'Indonésie se classait en 2022 au 12e rang mondial avec 1,3 % de la production mondiale, loin derrière la Chine (30,7 %), les États-Unis (15,4 %) et l'Inde (6,2 %).
| Source            | 1990 | %    | 2000 | %    | 2010  | %    | 2020  | %    | 2021  | % 2021 | var. 2021/1990 |
| Charbon           | 9,8  | 29,9 | 34,0 | 36,4 | 68,4  | 40,3 | 180,9 | 62,0 | 248,6 | 66,0 % | x25,4          |
| Pétrole           | 15,3 | 46,9 | 18,3 | 19,7 | 34,2  | 20,1 | 7,9   | 2,7  | 8,3   | 2,2 %  | -46 %          |
| Gaz naturel       | 0,7  | 2,2  | 26,1 | 28,0 | 40,2  | 23,7 | 48,1  | 16,5 | 51,4  | 13,6 % | x70,1          |
| Ss-total fossiles | 25,8 | 79,1 | 78,4 | 84,0 | 142,9 | 84,2 | 236,8 | 81,2 | 308,3 | 81,8 % | x11,9          |
| Hydraulique       | 5,7  | 17,5 | 10,0 | 10,7 | 17,5  | 10,3 | 24,3  | 8,3  | 27,3  | 7,2 %  | +378 %         |
| Biomasse-déchets  | 0    |      | 0    |      | 0,1   | 0,05 | 14,4  | 5,0  | 23,7  | 6,3 %  | ns             |
| Géothermie        | 1,1  | 3,4  | 4,9  | 5,2  | 9,4   | 5,5  | 15,6  | 5,3  | 16,7  | 4,4 %  | x14,8          |
| Éolien            | 0    |      | 0    |      | 0     |      | 0,5   | 0,2  | 0,4   | 0,1 %  | ns             |
| Solaire           | 0    |      | 0    |      | 0     |      | 0,2   | 0,1  | 0,4   | 0,1 %  | ns             |
| Ss-total EnR      | 6,8  | 20,9 | 14,9 | 16,0 | 26,9  | 15,8 | 55,0  | 18,8 | 68,5  | 18,2 % | x10,0          |
| Total             | 32,7 | 100  | 93,3 | 100  | 169,8 | 100  | 291,8 | 100  | 308,7 | 100 %  | x11,5          |

La capacité installée de l'Indonésie était estimée à 44 GW en 2012. Afin de résorber la pénurie de capacité et d'atteindre l'objectif de desservir 90 % de la population d'ici 2020, le gouvernement a lancé en 2006 un plan d'urgence visant à ajouter 20 GW au parc installé ; la première phase de ce programme comprenait 10 GW de centrales à charbon ; des retards ont été constatés, seuls 7 GW ont été construits et le gouvernement espère compléter cette phase I en 2015 au lieu de 2010 comme prévu au départ ; la deuxième phase de 10 GW donne la priorité à des moyens de production moins polluants : gaz naturel, géothermie et autres renouvelables, mais le charbon entre encore pour 35 % dans cette seconde phase.

#### Centrales thermiques classiques
L'Indonésie se classait en 2023 au 5e rang mondial des producteurs d'électricité à partir de charbon avec 216,8 TWh, soit 61,8 % de la production d'électricité du pays et 2,1 % du total mondial.
La part des centrales au fioul dans la production d'électricité recule rapidement (2,2 % en 2022 contre 46,9 % en 1990), au bénéfice des centrales à charbon (66,0 % en 2022) et à gaz (13,6 %) ; au total, les centrales thermiques à combustibles fossiles produisent 81,8 % de l'électricité du pays.
Le complexe de Paiton à 35 km à l'est de Probolinggo sur la côte nord de la province de Java oriental, regroupe quatre centrales à charbon d'une puissance totale de 4 040 MW appartenant à plusieurs consortiums indépendants :
- unités 1 & 2 (2x400 MW) : PT. Pembangkitan Jawa Bali ;
- unités 5 & 6 (2x610 MW) : PT. Jawa Power[30] (Siemens 50 %, Marubeni, etc) ;
- unités 7 & 8 (2x610 MW) : PT. Paiton Energy, consortium dirigé par Mitsui[31],[32] ;
- unités 3 & 4 : l'emplacement prévu pour ces deux unités est occupé par une centrale supercritique à une seule unité de 800 MW appartenant à Paiton Energy.

La centrale à charbon de Suralaya, à Cilegon dans la province de Banten, à l'extrémité occidentale de Java, construite de 1984 à 2011, a une puissance totale de 3 400 MW. La dernière unité peut brûler divers combustibles (charbon, pétrole, bois, gaz, bagasse).
La centrale à charbon de Cirebon sur la côte nord de Java Occidental, la première en Indonésie à utiliser la technologie de chaudière super-critique, a été mise en service en octobre 2012, avec une puissance de 660 MW, par une coentreprise entre quatre compagnies : le japonais Marubeni Corporation (32,5 %), les coréens Korea Midland Power Co (27,5 %) et Samtan Co Ltd (20 %) et l'indonésien PT Indika Energy (20 %) ; un contrat de vente de l'électricité produite a été signé avec la compagnie électrique d'État Perusahaan Listrik Negara (PLN) ; une seconde unité, de 1 000 MW, est en projet pour 2016.

#### Programme nucléaire de l'Indonésie
- (en) Cet article est partiellement ou en totalité issu de l’article de Wikipédia en anglais intitulé « Nuclear power in Indonesia » (voir la liste des auteurs).

L'agence nationale de réglementation de l'énergie nucléaire, Badan Pengawas Tenaga Nuklir (BAPETEN - Nuclear Energy Regulatory Agency), chargée de superviser l'application des lois et règlements et de veiller à la sécurité, a été fondée par la loi « Nuclear Energy Act » de 1997. L'agence nationale de promotion de l'énergie atomique est BATAN (National Nuclear Energy Agency).
La recherche sur l'énergie atomique a commencé en Indonésie en 1954. Les technologies nucléaires sont utilisées dans les domaines médical et agricole et pour la sécurité alimentaire. Trois réacteurs de recherche ont été construits en Indonésie :
- réacteur de Kartini à Yogyakarta, Java central
- réacteur MPR RSG-GA Siwabessy à Serpong, province de Banten
- réacteur Triga Mark III à Bandung, Java occidental.

Les projets de programme de production d'électricité nucléaire ont été abandonnés en 1997 après la découverte du champ gazier de Natuna, mais ont été remis à l'ordre du jour depuis 2005 pour faire face aux pénuries croissantes d'électricité et diversifier les sources d'énergie.
Le directeur de BAPETEN a annoncé en octobre 2011 que, dans le cadre du plan de développement énergétique du gouvernement, l'Indonésie prévoit de se doter de quatre centrales nucléaires d'ici 2025, avec 4 000 MW de puissance, produisant 2 % de la demande d'électricité ; l'Indonésie possède 29 millions de tonnes de réserves  d'uranium à Kalimantan et 24 millions de tonnes supplémentaires à Bangka Belitung, suffisantes pour produire de l'électricité en Indonésie pendant plus de 60 ans.
En décembre 2013, le directeur de BATAN a déclaré : « Il sera impossible pour nous de démarrer la construction d'une centrale nucléaire l'année prochaine à cause des élections législatives et présidentielle. Plus probablement, ce sera pour 2015 ». Une étude de faisabilité sur deux sites sur les îles Bangka Belitung à l'est de Sumatra a montré que les deux sites conviennent pour la construction d'une centrale nucléaire. L'étude a recommandé la construction de 10 réacteurs d'une puissance de 10 000 MW, qui pourraient couvrir 40 % des besoins d'électricité à Sumatra, Java et Bali.

#### Énergies renouvelables

##### Hydroélectricité
- (en) Cet article est partiellement ou en totalité issu de l’article de Wikipédia en anglais intitulé « List of power stations in Indonesia » (voir la liste des auteurs).

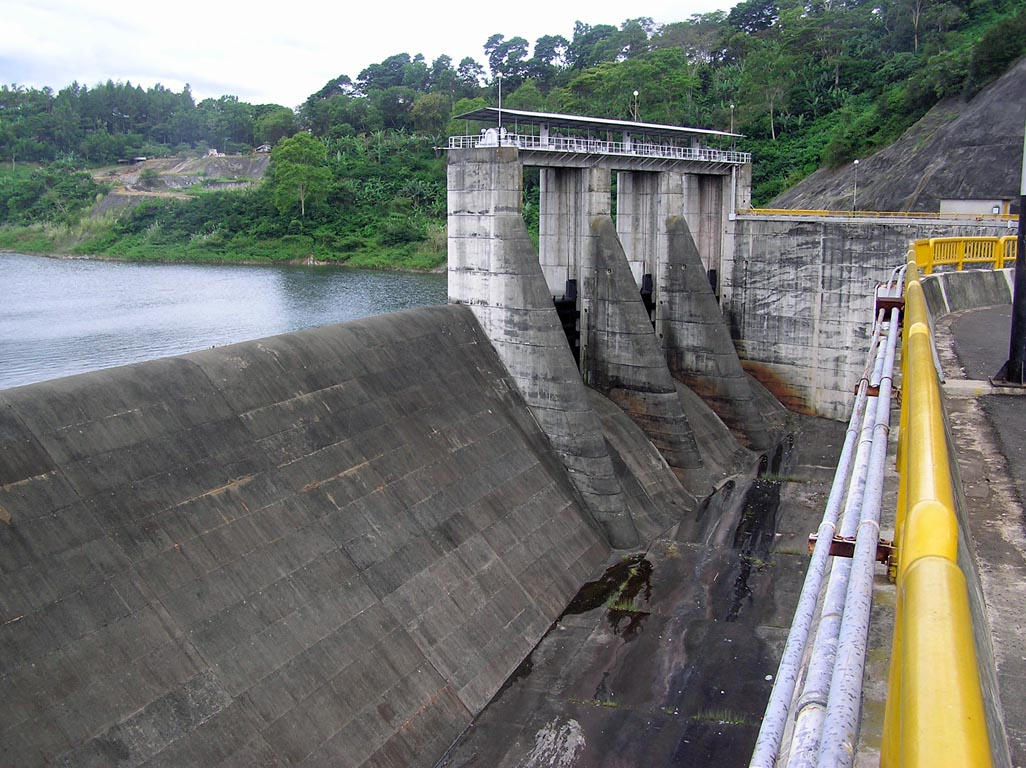
Barrage hydroélectrique de Saguling, province de Java occidental

Les centrales hydroélectriques représentent seulement 11 % de la puissance installée totale. Le gouvernement projette de développer plusieurs mini-centrales pour un total de 2 000 MW d'ici 2025.
La production hydroélectrique de l'Indonésie s'est élevée à 19 TWh en 2021, soit 0,4 % du total mondial, loin derrière la Chine (1 340 TWh) ou l'Inde (160 TWh). La puissance installée de ses centrales hydroélectriques atteint 6 601 MW, contre 17 333 MW au Vietnam, 8 108 MW au Laos, 6 275 MW en Malaisie et 4 515 MW en Thaïlande. L'Indonésie a mis en service 481 MW en 2021, dont une extension de 260 MW à la centrale de Poso. La construction de la centrale de Kerinchi (105 MW) a été commencée, pour une mise en service attendue en 2023. Le gouvernement a publié un plan prévoyant l'atteinte de la neutralité carbone en 2060 : l'hydraulique deviendrait la principale source d'électricité avec 25,6 % de la production, suivie par le solaire (11,5 %) ; les centrales solaires flottantes sont un axe majeur de ce plan ; tous les réservoirs du pays devraient en être équipés, avec un potentiel de 95 GW ; un premier projet de 145 MW est en construction au barrage de Cirata. Le potentiel hydroélectrique du pays est estimé à 28 GW. En septembre 2021, la Banque mondiale a accordé un prêt de 380 millions $ pour la construction de la première centrale de pompage-turbinage indonésienne : Upper Cisokan (1 040 MW), entre Jakarta et Bandung.
L'aménagement hydro-électrique de la rivière Citarum, la plus longue et la plus importante de Java occidental, est constitué de trois centrales parmi les principales d'Indonésie :
- le barrage de Cirata, à 100 km au sud-est de Jakarta, construit de 1988 à 1998, est le plus puissant d'Indonésie : 1 008 MW[39].
- le barrage hydroélectrique de Saguling, à 40 km à l'ouest de Bandung, a été construit de 1983 à 1987[40]. Sa centrale a une puissance de 700 MW, qui pourrait être portée à 1 400 MW[39].
- le barrage de Jatiluhur est un aménagement à buts multiples, construit de 1957 à 1967 par Coyne & Bellier à 70 km à l'est de Jakarta. La puissance de la centrale est de 186,5 MW ; le barrage contribue aussi à l'irrigation de 240 000 ha et à l'approvisionnement en eau de Jakarta[41].

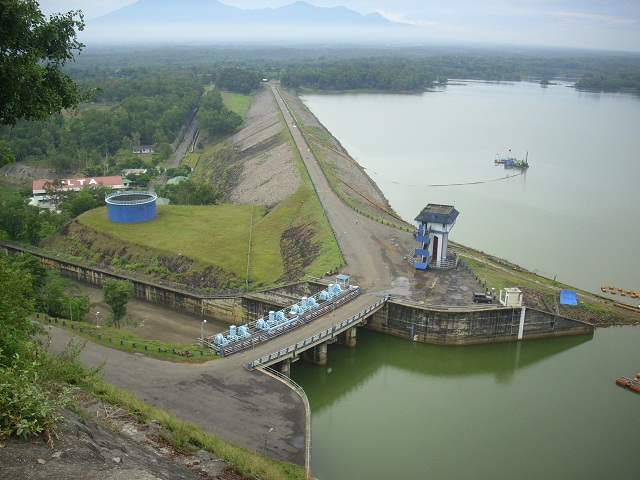
Barrage de Gajah Mungkur (12.4 MW), dans le kabupaten de Wonogiri, Java central, 2009

La province de Sumatra du Nord compte plusieurs centrales importantes :
- Tangga : 317 MW ;
- Sigura-gura : 286 MW ;
- Asahan I : 180 MW ;
- Asahan III : 184 MW.

Les principales centrales de Sulawesi sont :
- Pamona 2 : 260 MW ;
- Larona : 195 MW ;
- Bakaru : 191 MW.

L'Indonésie dispose de cinq projets de centrales de pompage-turbinage d'une puissance totale de 4 496 MW :
- Upper Cisokan (Java occidental) : 1 040 MW ;
- Matenggeng (Java central) : 886 MW ;
- Grindulu (Java oriental) : 1 040 MW ;
- Kali Konto (Java oriental) : 1 040 MW ;
- Lake Toba (Sumatra du Nord) : 490 MW.

Une carte des centrales hydroélectriques d'Indonésie peut être consultée sur le site Arcgis.

##### Géothermie
- (en) Cet article est partiellement ou en totalité issu de l’article de Wikipédia en anglais intitulé « Geothermal power in Indonesia » (voir la liste des auteurs).

###### Histoire

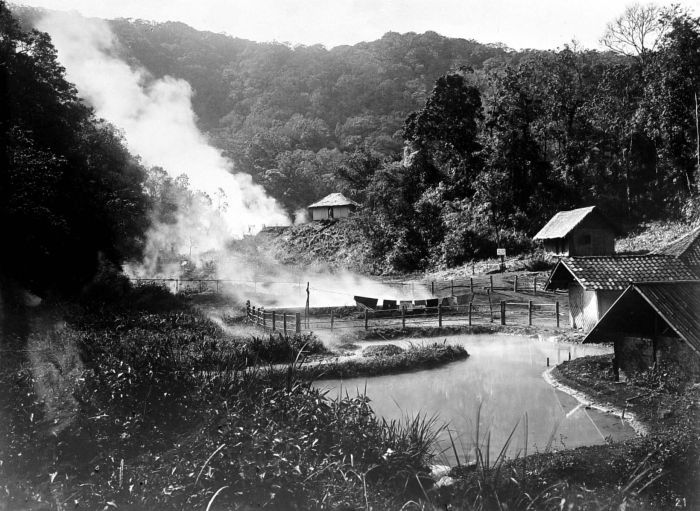
Bains dans le cratère du Kamojang (1920-1940).

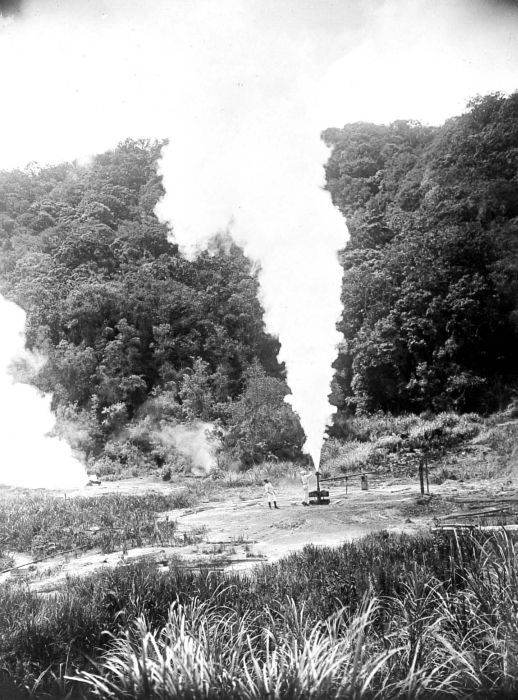
Premier essai réussi de forage géothermique en Indonésie à Kawah Kamojang en 1926.

Du fait de sa géologie volcanique, l'Indonésie possède 40 % du potentiel mondial d'énergie géothermique, avec des réserves estimées à 28 000 MW, dont seulement 1 200 MW déjà exploités ; 265 sites potentiels de centrales géothermiques ont été identifiés.
La première proposition d'exploitation de l'énergie des volcans survint en 1918 pendant la période coloniale néerlandaise. En 1926, cinq forages d'essai furent creusés dans le champ de Kawah Kamojang à Java : le troisième fut le premier à être couronné de succès. Au début des années 1980, il continuait à soutirer de la vapeur surchauffée d'une profondeur de 66 mètres à une température de 140 °C et une pression de 3,5 à 4 bars. Une étude de pré-faisabilité pour la production d'électricité fut lancée en 1972 par Geothermal Energy New Zealand. Le premier générateur de 30 MW fut inauguré en 1983 par le président Suharto, puis une extension fut réalisée en 1987. Sa capacité est de 200 MW en 2014. Un contrat a été signé en octobre 2013 par Pertamina avec Sumitomo pour construire une 5e unité de 35 MW.
Depuis le milieu des années 1980, Chevron, le premier producteur mondial d'électricité géothermique, exploite deux champs géothermiques à Java occidental : Salak et Darajat avec une puissance totale d'environ 365 MW.  Entre 1989 et 1997 des explorations furent conduites au champ géothermique de Sibayak dans la province de Sumatra du Nord, et conduisirent à la mise en service d'une centrale de 12 MW.
En 1991, l'Association Géothermique d'Indonésie (Asosiasi Panasbumi Indonesia - API), une organisation non-gouvernementale, fut créée pour promouvoir l'énergie géothermique. Elle compte environ 500 membres : experts en géothermie, compagnies et investisseurs.
Durant les années 1990, sous la présidence Suharto, une douzaine de compagnies locales et étrangères, commencèrent à développer des centrales géothermiques en partenariat avec PLN, la compagnie nationale d'électricité. Mais la plupart de ces projets s'effondrèrent sous le poids de la crise asiatique de 1997 et furent annulés par Jakarta sous la pression du Fonds monétaire international. D'autres furent repris par le gouvernement ou renégociés à des prix plus bas, tandis que plusieurs procès aboutirent à l'arbitrage. À la suite de cette expérience, le gouvernement indonésien n'offre plus de garanties souveraines pour honorer les contrats d'achat d'électricité, et les investisseurs internationaux ont été longs à revenir.
La centrale géothermique de Wayang Windu à Java occidental, appartenant à la firme britannique Star Energy (devenue depuis IGas Energy), fonctionne depuis 2000. Elle se compose de deux unités d'une puissance totale de 227 MW. La construction d'une troisième unité de 127 MW est en projet pour mise en service à mi-2014.

###### Plan de développement 2010-2025
Le Président indonésien Susilo Bambang Yudhoyono a déclaré lors de la Conférence géothermique mondiale à Bali en 2010 que l'Indonésie s'est donné l'objectif de devenir le leader mondial de la géothermie d'ici 2025, afin de se libérer de sa dépendance aux combustibles fossiles. Le plan du gouvernement prévoit la construction de 44 centrales d'ici 2014, portant la capacité géothermique à 4 000 MW, et à plus de 9 000 MW en 2025. Ce programme devrait être entièrement financé par des investisseurs privés, pour la plupart étrangers. De nombreux obstacles devront être surmontés : bureaucratie, coûts d'investissements élevés (une centrale géothermique coûte deux fois plus cher qu'une centrale au charbon), réglementations environnementales (la moitié des sites envisagés sont situés en zones protégées).
La puissance installée était en 2010 de 1 200 MW répartie en six champs géothermiques à Java, Sumatra du Nord et Sulawesi du Nord. Le Président Susilo Bambang Yudhoyono espère porter cette puissance à 9 500 MW en 2025, soit 5 % des besoins du pays. Lors de la Conférence géothermique mondiale à Bali en 2010, douze contrats d'un montant total de 5 milliards $ ont été signés, soit près de la moitié du coût estimé à 12 milliards $ de la seconde phase du programme gouvernemental visant à porter la puissance géothermique à 4 000 MW.
PT Pertamina Geothermal Energy, filiale géothermique de la compagnie pétrolière et gazière d'État Pertamina, a obtenu en 2009 des prêts de 1 milliard $ sur 40 ans de la Banque mondiale et de l'Agence de coopération internationale du Japon pour développer trois centrales géothermiques à Sumatra et Sulawesi :
- centrale de Lahendong (20 MW) à Sulawesi du Nord ;
- première phase de la centrale d'Ulubelu (110 MW) à Lampung, Sumatra ;
- Lumut Balai (110 MW) à Sumatra du Sud.

Pertamina Geothermal projette de dépenser 200 millions $ en 2010 pour développer 27 nouveaux puits géothermiques pour ces trois centrales ainsi que quatre autres projets à Sumatra et Java. Les sept centrales ajouteront un total de 270 MW au réseau national fin 2012. En 2014, Pertamina Geothermal a 402 MW de capacité installée répartie sur quatre zones géothermiques :
- Kamojang-Jawa Barat (200 MW),
- Lahendong - Sulawesi Utara (80 MW),
- Sibayak - Sumatera Utara (12 MW)
- Ulubelu - Lampung (110 MW).

En 2013, Pertamina Geothermal annonçait huit projets supplémentaires de 655 MW au total, pour un coût de 2,3 milliards $.
En septembre 2011, le PDG de la compagnie électrique publique Perusahaan Listrik Negara (PLN) a annoncé que la production géothermique probable pour 2014 serait seulement de 1 200 MW, très inférieure aux objectifs de 3 970 MW de la seconde phase du « fast-track program », les projets de développement de nombre de centrales étant en retard à cause des réticences des investisseurs privés résultant des risques perçus dans le secteur. En juillet 2012, PLN précisait que 13 projets de centrales géothermiques étaient encore bloqués dans leur phase d'exploration et ne tiendraient pas leurs délais. Parmi les problèmes mentionnés figuraient des résultats décevants de forages, le manque d'infrastructures (surtout des routes) et les difficultés pour obtenir les permis nécessaires de l'agence forestière et des gouvernements locaux.
En juin 2013, le gouvernement a annoncé des appels d'offres et une augmentation des prix plafonds d'achat réglementés (feed-in tariffs) de l'électricité géothermique, qui s'échelonneront de 11 à 30 US cents par kWh selon la puissance de la centrale et son enthalpie, afin de réduire les risques pour les investisseurs ; ces tarifs avaient déjà été relevés en juillet 2012. Le gouvernement a délivré des permis pour sept centrales totalisant une puissance de 787 MW, la plus importante étant celle d'Arjuno Welirang à Java oriental (280 MW).
Le projet de centrale de Rajabasa (220 MW) dans la province de Lampung à l'extrémité sud-est de Sumatra a été suspendu en juin 2013 pour six mois par Supreme Energy, coentreprise entre Sumitomo et GDF Suez, du fait des manifestations de villageois, soutenus par le ministre des forêts.
La construction de la centrale de Sarulla, appelée à devenir la plus grande d'Indonésie, devait commencer en mars 2014 ; ses trois unités de 110 MW devraient être mises en service en juin 2016, juillet et décembre 2017. Le projet date de 1990, mais les arrangements contractuels, le montage financier et les négociations avec les pouvoirs publics ont duré longtemps ; le Ministère de l'énergie et des ressources minérales a signé un contrat de vente d'énergie fixant le prix de l'électricité produite par la centrale à 6,76 US cents/kWh. Le coût de l'investissement est estimé à 1,5 milliard $, dont 1 milliard $ sera financé par des prêts de l'Agence de coopération internationale du Japon et de la Banque asiatique de développement.
Le 26 août 2014, le Parlement indonésien a voté la nouvelle loi géothermique qui lève les obstacles juridiques au développement de la géothermie en stipulant qu'elle n'est plus considérée comme une activité minière ; de ce fait, le développement de champ géothermique dans les zones forestières protégées n'est plus interdit ; les administrations locales devront recevoir une part des recettes (production bonuses). Le potentiel géothermique de l'Indonésie estimé à 29 GW n'est exploité qu'à 5 %, les centrales existantes totalisant seulement 1 341 MW ; le ministère de l'énergie et des ressources minérales a attribué 58 concessions, mais 9 seulement produisent déjà.

###### Production
La production d'électricité des centrales géothermiques indonésiennes s'élevait en 2022 à 16,68 TWh, soit 4,4 % de la production d'électricité du pays ; l'Indonésie se plaçait au 2e rang mondial des producteurs d'électricité géothermique avec 17,1 % du total mondial, derrière les États-Unis (19,14 TWh, 19,7 %) et devant la Turquie (11,4 %) et les Philippines (10,7 %).
En 2013, la puissance installée géothermique de l'Indonésie était de 1,3 GW, au 3e rang mondial derrière les États-Unis (3,4 GW) et les Philippines (1,9 GW). Il n'y a eu aucune mise en service en 2013.

##### Biomasse
Pertamina construit une centrale à biomasse de 120 MW près de Jakarta, dont la mise en service est programmée pour 2016. La capacité biomasse installée en 2013 a été estimée à 95 MW environ.

##### Éolien
Total Eren (ex-Eren Re) annonce fin 2017 la signature d'une lettre d'intention avec Perusahaan Listrik Negara pour la construction d'une centrale éolienne de 70 MW à Tanah Laut, à l'extrémité sud de l'île de Bornéo.
Le premier parc éolien indonésien, baptisé « Sidrap », a été inauguré en juillet 2017 à Sulawesi ; sa puissance est de 75 MW avec 30 turbines sur 100 hectares ; le développeur du projet est UPC Renewables et le constructeur Omexom Indonesia, filiale de VINCI Énergies.
Le parc éolien « Tolo 1 » d’Equis Energy, équipé de 20 éoliennes SWT-3.6-130 (Siemens Gamesa), soit une puissance totale de 72 MW, est installé à Ponto (Sulawesi du Sud) avec une mise en service attendue début 2018[réf. souhaitée].

##### Solaire
Malgré le soutien du gouvernement qui investit dans des centrales et garantit des tarifs d'achat favorables, la capacité solaire installée est très faible : 59 MW en 2013.

### Consommation d'électricité
La consommation d'électricité par habitant s'élève en 2022 à 1 272 kWh en Indonésie, soit 7,85 fois celle de 1990, supérieure de 18 % à celle de l'Inde : 1 081 kWh, mais inférieure de 63 % à la moyenne mondiale : 3 427 kWh, de 79 % à celle de la Chine : 6 113 kWh, de 81 % à celle de la France : 6 638 kWh et de 83 % à celle du Japon : 7 569 kWh.
La répartition par secteur de la consommation d'électricité a évolué comme suit :
| Secteur                                                 | 1990 | %    | 2000 | %    | 2010  | %    | 2020  | %    | 2022  | % 2022 | var. 2022/1990 |
| Industrie                                               | 14,5 | 51,4 | 34,0 | 43,0 | 51,0  | 34,6 | 92,1  | 33,4 | 161,6 | 45,5 % | x11,1          |
| Résidentiel                                             | 9,1  | 32,2 | 28,4 | 35,9 | 57,5  | 39,0 | 120,3 | 43,7 | 119,0 | 33,5 % | x13,1          |
| Tertiaire                                               | 4,6  | 16,4 | 14,6 | 18,4 | 36,5  | 24,8 | 60,6  | 22,0 | 71,8  | 20,2 % | x15,4          |
| Agriculture                                             |      |      | 2,2  | 2,7  | 2,4   | 1,6  | 2,3   | 0,8  | 2,3   | 0,6 %  | ns             |
| Total                                                   | 28,3 | 100  | 79,2 | 100  | 147,3 | 100  | 275,6 | 100  | 355,0 | 100 %  | x12,5          |
| Source des données : Agence internationale de l'énergie |      |      |      |      |       |      |       |      |       |        |                |

## Politique énergétique
L'Indonésie subventionne massivement l'essence : ce programme de subvention coûte au gouvernement 16 milliards de $ par an et une étude récente de la Banque Mondiale montre qu'il profite beaucoup plus aux riches qu'aux pauvres qu'il est supposé cibler.
Le président Joko Widodo, à peine intronisé, a d'emblée imposé une hausse de 30 % du prix de l'essence, afin de récupérer le coût des subventions à l'énergie, estimé à plus de 20 milliards de dollars par an, pour dégager des marges suffisantes en vue de moderniser les infrastructures et investir dans l'éducation.
Afin de contrer le déclin de sa production pétrolière, le gouvernement a allégé ses réglementations pour améliorer l'attractivité des investissements, mais les investisseurs continuent à trouver risquée l'exploration en Indonésie : sur 43 blocs proposés en 2009, seulement 21 ont trouvé preneur, 10 sur 36 en 2011 et 24 sur 42 en 2012. La réglementation prélève au profit des gouvernements locaux 15 % des recettes nettes tirés du pétrole et 30 % de ceux du gaz ; au moins 25 % de la production de pétrole doit être mise à la disposition du marché intérieur indonésien ; en 2011, la banque centrale indonésienne a obligé les entreprises de l'amont pétrolier et gazier, étrangères comme autochtones, à déposer leurs recettes dans les banques locales.
Lors du sommet du G20 à Bali en novembre 2022, l'Indonésie conclut avec plusieurs pays avancés, dont les États-Unis, le Japon et la France, un accord de financement climatique de plus de 20 milliards $ au cours des trois à cinq prochaines années pour aider l'Indonésie à enclencher sa transition énergétique. L'Indonésie s'engage à limiter les rejets de CO2 de son secteur de l'électricité à 290 Mt d'ici à 2030, soit sept ans plus tôt que prévu ; elle a déjà identifié plus de trente centrales au charbon, pour une capacité totale de près de 17 GW, pouvant être fermées avant l'heure. Ce financement combinera 10 milliards $ de fonds publics et le même montant en concours privés.

## Impact environnemental

### Émissions de gaz à effet de serre
En 2022, les émissions de gaz à effet de serre (GES) liées à l'énergie en Indonésie s'élevaient à 740 Mt CO2eq, soit 1,9 % des émissions mondiales, loin derrière la Chine (29,7 %), les États-Unis (13,3 %), l'Inde (7,2 %), l'Union européenne (6,8 %), la Russie (5,5 %) et le Japon (2,6 %).
|                                                       | 1971 | 1990  | 2022  | var. 2022/1971 | var. 2022/1990 | var.Monde 2022/1990 | part en 2022 |
| Émissions GES liées à l'énergie                       | 67   | 202   | 740   | x11            | +266 %         | +60 %               |              |
| Émissions GES par combustion de combustibles fossiles | 41,2 | 145,8 | 663,3 | x16,1          | +355 %         | +63,9 %             | 100 %        |
| dont charbon                                          | 0,5  | 15,5  | 376,8 | x754           | x36,7          | x24,3               | 56,8 %       |
| dont pétrole                                          | 24,8 | 92,4  | 218,6 | +781 %         | +137 %         | +32 %               | 33,0 %       |
| dont gaz naturel                                      | 0,1  | 24,4  | 62,2  | x622           | +155 %         | +103 %              | 9,4 %        |
| Source : Agence internationale de l'énergie           |      |       |       |                |                |                     |              |

### Émissions deCO2liées à la consommation d'énergie
Selon l'Energy Institute, les émissions de CO2 liées à l'énergie en Indonésie ont atteint 701,4 Mt en 2023, en hausse de 0,4 % en 2023 et de 60 % depuis 2013. Elles se classent au 6e rang mondial (2,0 % des émissions mondiales) derrière la Chine (32,1 %), les États-Unis (13,2 %), l'Inde (8,0 %), la Russie (4,6 %) et le Japon (2,9 %). 
Selon l'Agence internationale de l'énergie, l'Indonésie est en 2022 le septième émetteur de dioxyde de carbone par combustion d'énergies fossiles : 651,7 MtCO2, soit 1,9 % des émissions mondiales, derrière la Chine (10 644,3 Mt, soit 31,2 %), les États-Unis (13,5 %), l'Inde (7,4 %), la Russie (4,8 %), le Japon (2,85 %) et l'Iran(2,0 %). Ses émissions par habitant s'élèvent en 2022 à 2,37 tonnes, inférieures de 45 % de la moyenne mondiale : 4,29 t, de 68 % à celle de la Chine : 7,50 t et de 68 % à celles du Japon : 7,38 tonnes, mais supérieures de 33 % à celles de l'Inde : 1,78 t.
Voici l'évolution de ces émissions, comparées à celles de l'Union européenne :
|                            | 1971 | 1990 | 2022 | var. 2022/1971 | var. 2022/1990 | var.UE27 2022/1990 |
| Émissions/habitant (t CO2) | 0,21 | 0,72 | 2,37 | x9,7           | +182 %         | -32,2 %            |

| | Émissions 2022      | part du secteur | Émissions/habitant | Émiss./hab. UE-27 |
| Secteur | Millions tonnes CO2 | %               | tonnes CO2/hab.    | tonnes CO2/hab.   |
| Secteur énergie hors élec. | 17,5                | 2,7 %           | 0,06               | 0,37              |
| Industrie et construction | 295,6               | 45,4 %          | 1,07               | 1,42              |
| Transport | 146,9               | 22,5 %          | 0,53               | 1,78              |
| dont transport routier | 130,2               | 20,0 %          | 0,47               | 1,66              |
| Résidentiel | 125,1               | 19,2 %          | 0,45               | 1,14              |
| Tertiaire | 61,1                | 9,4 %           | 0,22               | 0,73              |
| Total | 651,7               | 100 %           | 2,37               | 5,61              |
| Source : Agence internationale de l'énergie * après ré-allocation des émissions de la production d'électricité aux secteurs de consommation. |                     |                 |                    |                   |